# Philippe Cammaerts
Philippe François Cammaerts (14 mei 1894) was een Belgisch schutter.

## Levensloop
Cammaerts nam deel aan de Olympische Zomerspelen van 1920 te Antwerpen. Hij behoorde er tot het Belgisch team dat deelnam aan het onderdeel 'Militair pistool, team' (voorts bestaande uit Paul Van Asbroeck, Norbert Van Molle, Robert Andrieux, Jules Bastin en Léon De Coster) en 'kleinkalibergeweer, 50 meter staand team' (voorts bestaande uit Paul Van Asbroeck, Norbert Van Molle, Victor Robert en Louis Andrieu). Individueel kwam hij er uit in het onderdeel 'kleinkalibergeweer, 50 meter staand'.
Daarnaast behaalde hij in het onderdeel 'pistool, 50 meter team' goud op de Wereldkampioenschappen te Rome in 1911 en zilver te Biarritz in 1912.